# 수간

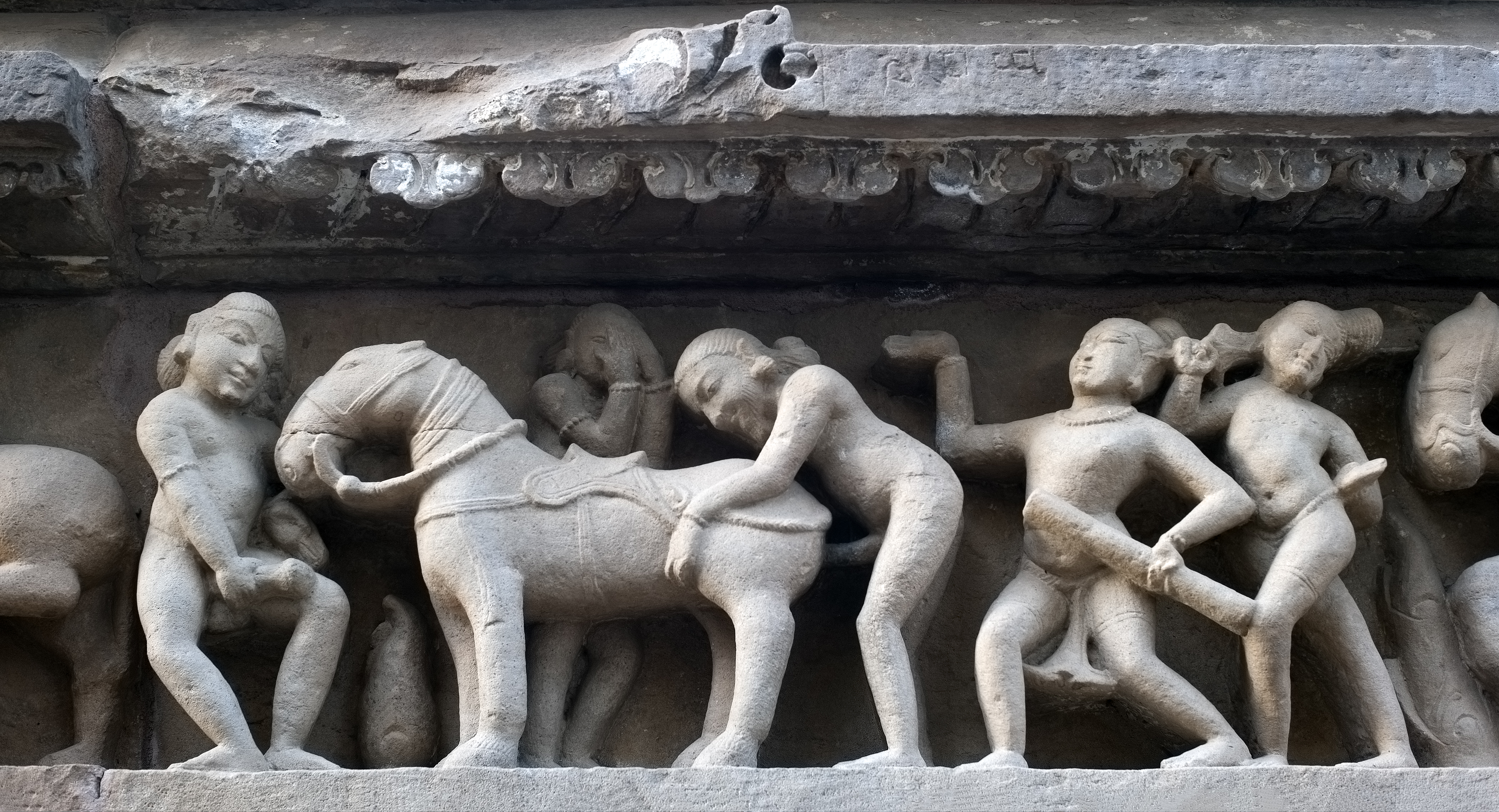

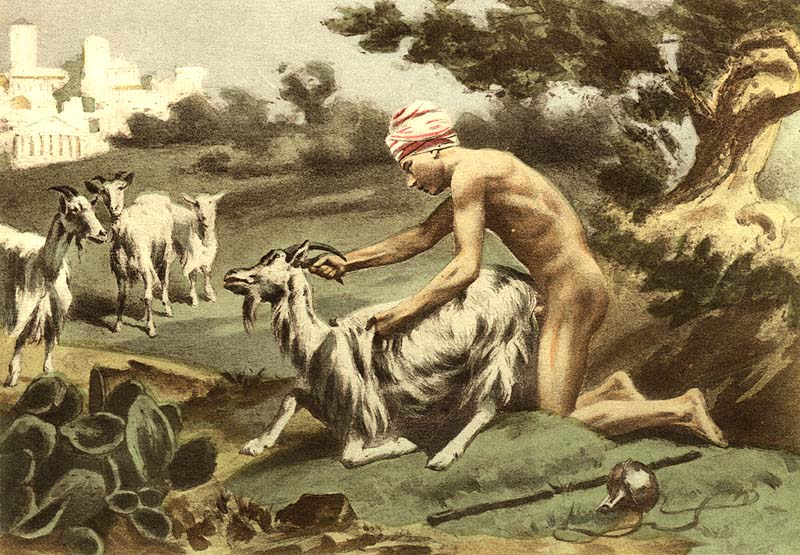
염소와 남자

수간(獸姦)은 인간이 인간 이외의 동물과 하는 성행위를 말한다. 인간이 인간 외의 동물에 성적 매력을 느끼는 성도착을 동물성애(주필리아, zoophilia)라고 부른다.

## 개요
보편적인 가치관에서 거부되는 경향이 강하고, 상당수가 알려지지 않은 형태로 이루어지고 있다. 본래의 생식행위에서 일탈하는 경우이며, 이를 기피하는 문화권은 많다. 다른 한편으로는 성적으로 좌절된 남성이 이러한 행위에 잠기는 경우도 볼 수 있다. 성적욕구불만이 고조되면 자위로 이를 해소할 수 있지만, 이에 만족하지 않은 경우 수간에 이를 수 있다.

## 역사
- 출애굽기 22장 18절에 “짐승과 교접하는 자는 반드시 사형에 처하여야 한다.”는 내용이 있다.
- 중세 유럽에서는 동물과 성행위를 한 남녀 모두 마녀사냥에 의해 성행위를 한 동물과 함께 처형되었다.
- 고대 잉카의 낙농업가에서 가축에게 먹이를 먹이기 위해 상당히 먼 지역까지 풀을 찾아 원정했다. 이 일은 남성의 일이며, 몇 주간 가족과 사람들에게서 떨어져 생활하기에 외로움을 달래기 위해 가축인 염소나 라마와 성행위를 한 것으로 알려져있다.
- 수간은 역사적으로 거의 모든 종교에서 종교적 계율로 금지되어왔다.

## 대상이 되는 동물
유인원 뿐만 아니라 어릴 때부터 인간에 의해 길러진 동물이 인간에게 구애하는 것이 콘라드 로렌츠에 의해 보고되었다. 아라비안 나이트에서는 인간 여성을 습격한 개코원숭이가 등장하는데, 그렇게 하도록 학습된 개코원숭이라면 아라비안 나이트에서의 사례를 황당한 이야기로 단언할 수는 없다. 또한 수간은 동물학대로 간주될 수 있다.
- 개

음경의 크기가 인간과 매우 유사하다. 개 뿐만이 아니라 개과의 동물의 음경에는 혹이 있어서 한 번 삽입하면 20~30분동안 질에서 빠지지 않는다.이것은 개의 정자가 맑은 물과도 흡사하고 점도가 인간 남성의 정자보다 떨어지기 때문에 혹이 마치 코르크마개처럼 빈틈없이 봉쇄하여 정액이 질밖으로의 유출을 막고 수정을 용이하게 하기위한 자연 생태학적 수단이다. 또한 개들은 인간 남성과 달리 여러번에 걸쳐 사정한다. 개의 자지에는 오스본(Osbone)이라는 물렁뼈가 있어 여자의 질을 파고드는데 용이하고 기둥역할을 한다. 인간 남성의 귀두는 뭉툭한더 비해 개들의 귀두는 끝이 뾰족하고 부드러워 쉽게 여성의 자궁입구를 삐집고 자궁속까지 밀고들어가 자궁내 직접사정이 가능하다. 정자의 맛은 인간과 다르며, 악간 쓴맛과 겨란흰자 맛이난다. 개들이 교미후 암컷의 질을 핥는 습성은 암컷의 생식기를 핥으므로써 암컷이 긴장하여 순간 질입구를 닫고 질과 자궁속에 사정한 개의 정액을 빨아당겨 수정이 용이하게 돕는 역할을 한다. 또한 개들은 인간 여성에게 발정느끼고 스스로 교미를 하기도 한다.
- 양, 염소

- 말

정액의 양이 매우 많기 때문에, 입에 사정하는 식으로 포르노에 사용된다. 수말의 음경은 최대 크기가 성인 남성의 팔보다 크기 때문에 여성의 질에 넣으면 질과 자궁이 늘어나거나 사망한다. 포르노에서는 수말 음경의 모조품을 사용하기도 한다.남성은 암말의 질에 발기된 음경을 넣는다
- 당나귀
- 돼지

## 건강상의 문제
예전에는 주로 매독 등의 성병 환자가 성욕해소를 위해 개와 수간하는 경우가 많아, 개가 성병에 감염되어 위생적인 문제가 발생했었다. 성병 치료가 보급되면서 개로 인한 성병 감염은 감소했지만, 여전히 치료제가 부족한 아프리카 등지에서 매독에 감염된 개를 목격할 수 있다.
위생적이지 않은 동물과의 성행위로 인해 동물이 가진 질병에 인간이 감염되는 위험이 수반된다.

## 위법성 논란
현재 수간은 개인의 성적 자기 결정권의 영역이기에 합법이라는 주장과 동물의 의사가 반영되지 않는 성행위이기에 동물학대이므로 위법이라는 주장이 대립하고 있다.
덴마크, 호주, 미국 플로리다 주에서는 수간을 위법으로 인정하는 반면, 헝가리, 핀란드, 루마니아는 수간을 위법으로 인정하지 않고 있다.

## 신화 및 전설에서의 수간

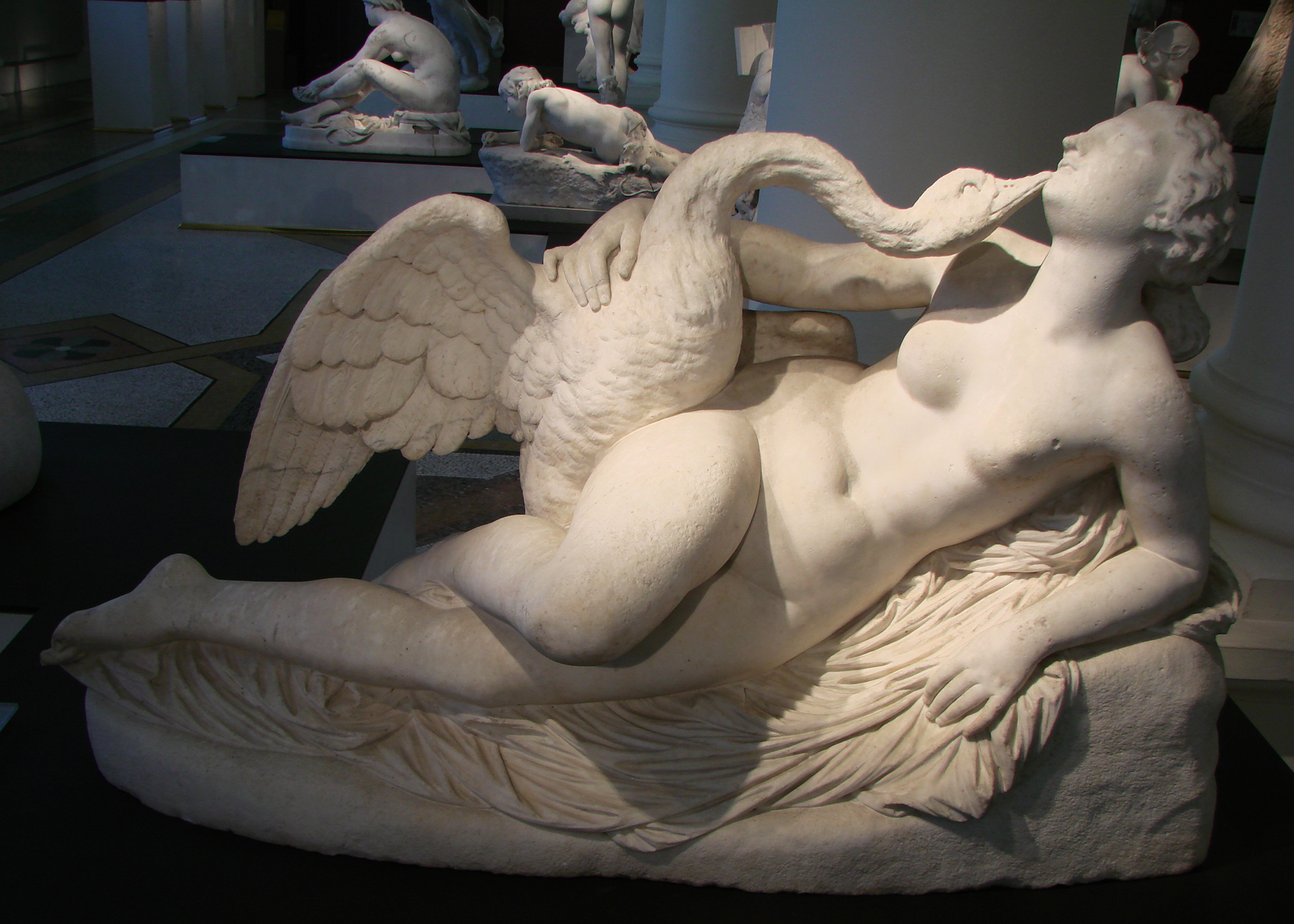
백조로 변신한 제우스와 레다

수간은 예술과 문학에서 자주 등장하며, 특히 그리스 신화에서 자주 나타난다.
백조로 변신한 제우스와 레다 사이에서 훗날 트로이 전쟁의 불씨가 되는 헬레네가 탄생한 이야기를 비롯하여, 크레타의 왕 미노스의 왕비 파시파에가 포세이돈이 준 황소와 성행위를 한 뒤 미노타우루스를 낳은 이야기 등이 유명하다.
일본에서는 농가에서 기르는 말과 그 집의 딸이 관계를 가져 부부가 되었다는 도오노(遠野) 지방의 오시라 님 전설이나, 사쿠라 성(佐倉城)의 공주가 기르던 백조와 관계해 새의 모습을 한 반수반인이 태어났다는 전설도 유명하다.

## 한국에서의 수간
조선 초기의 문신 성현의 《용재총화》(慵齋叢話) 권5에는 성현 자신의 외할아버지 안종약(安從約)이 임천군수(林川郡守)로 부임해 있었던 당시 알고 지내던 보광사(普光寺)의 승려가 몰래 시골 여자를 데려다 부인을 삼고 몰래 왕래하다 죽었고 죽어서도 그 아내를 잊지 못한 나머지 뱀으로 전생해 그 아내의 방에 들어와 낮에는 항아리 속에 들어 있고 밤이면 아내의 품에 들어가 동침하였는데, "(아내의)허리를 감고 머리는 가슴에 기대었는데, 꼬리 사이에 음경과 같은 혹이 있어 그 곡진하고 정다움이 마치 생전과 같았다."고 적고 있다.
.

## 수간이 등장하는 작품
《장미의 성》(1969년 개봉)
차범석 감독의 영화로 작중 독신여성이 기르던 애완견과 수간을 하며 절정을 느끼는 듯한 연출이 등장해 문제가 되었다.
《수취인불명》(2001년 개봉)
김기덕 감독의 영화. 은옥이 강아지와 노는 장면에서 수간이 은유되어 있다.
《올드보이》 (2003년 개봉)
박찬욱 감독의 영화 《올드보이》에 등장하는 강아지를 안고 등장해 오대수와 대화를 나누며 "아무리 짐승만도 못한 놈이라도 살 권리는 있는 거 아닌가요"라는 대사를 남기고 투신자살하는 남자는 실은 자신이 기르던 강아지와 수간을 했다는 설정이었다.

## 같이 보기
- 이상성욕
- E-Hentai